# Веращака
Веращака — традиційна страва білорусів. 

## Історія
Зародилася в часи Великого князівства Литовського. Є дані, що був у короля Августа III у Польщі славетний кухар Верещака. Він був автором особливого подавання ковбаси: вона розрізалася в тарілці, перекладалася шматочками сала й поливалася гострою підливою. Їсти її треба було ложкою. Звідси приказка — «За короля Саса ложкою ковбаса». Потім веращака поступово перейшла на столи шляхти. В ті часи кухарка у родині шляхтича повинна була вміти лише з ковбаси готувати 12 страв. Перші спроби її приготування були побудовані на технології сучасного фаст-фуду. Соус готували прямо в тарілці за столом — смажені ковбаса та сало заливалися гострим соусом на бульйонній основі. Але тепер її готують дуже довго. Звичайно готувалася при великому зібранні родини, з онуками й дідами, розрахована на святковий стіл.

## Інгредієнти
Тут є все, що можна знайти на полі й поряд з ним: гриби, м'ясо, овочі, злаки, і, звичайно, багато свинячого сала.